# Intoleranță la lactoză

Dispersia mondială a intoleranței de lactoză
Sursă: Verein für Laktoseintoleranz/Die Zeit

Intoleranță la lactoză este denumirea pentru incapacitatea de a digera lactoza („zahăr din lapte”), din cauza absenței sau cantității insuficiente de lactază, enzima care desparte lactoza în galactoză și glucoză, la vârsta adultă. Rezultă flatulență și poate rezulta și diaree.
Circa 65% din populația lumii prezintă o reducere a capacității de a digera lactoza, la vârsta adultă. În grade variabile, intoleranța la lactoză se întâlnește cel mai frecvent la persoanele de origine est-asiatică (70 până la 100% dintre persoanele unor astfel de comunități sunt afectate). Intoleranța respectivă este, de asemenea, mai frecventă la persoanele având ascendență vest-africană, arabă, evreiască, greacă sau italiană, în timp ce doar aproximativ 5 la sută dintre persoanele de origine nord-europeană sunt intolerante la lactoză (prevalența afectării fiind mai redusă la populațiile dependente alimentar, în măsură semnificativă, de produse de lapte nefermentat).